# Casa de la Lactància

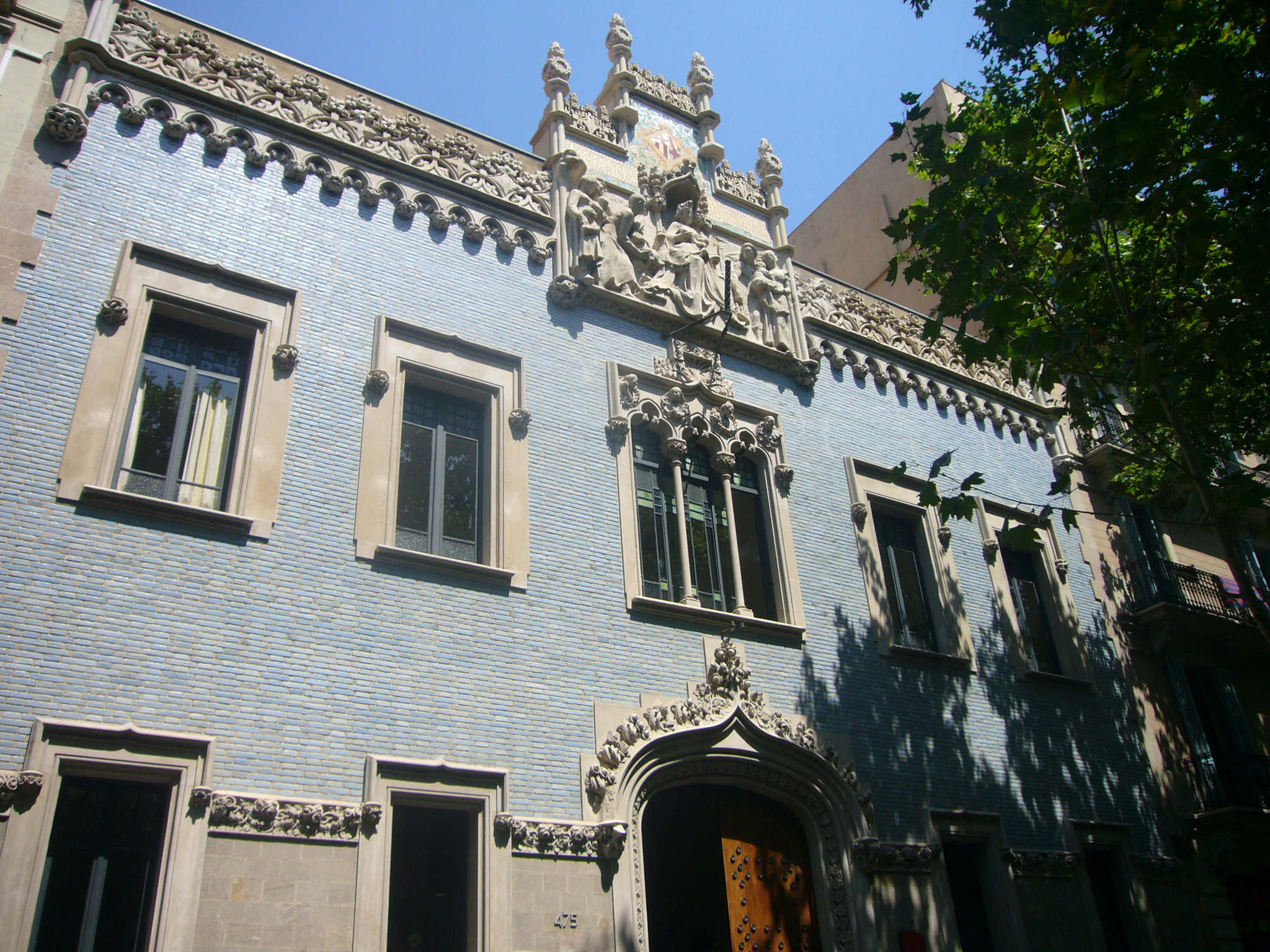
Casa de la Lactància, Barcelona (Antoni de Falguera i Sivilla, 1908–1913)

Die Casa de la Lactància (oder Lactància Municipal, Städtisches Säuglingsheim) ist ein Gebäude im Stil des Modernisme in Barcelona an der Gran Via de les Corts Catalanes 475–477. Die Anfänge seiner Planung liegen im Jahr 1907 unter Leitung von Pere Falqués i Urpí, ausgeführt wurde der Bau des Gebäudes, der 1908 begonnen und 1913 vollendet wurde, jedoch von Antoni de Falguera i Sivilla. Das Gebäude wurde im Rahmen des Konzepts des sozialen Mäzenatentums der bürgerlichen Klasse in der Phase der Industriellen Revolution entworfen, um „sich um die Kinder der Unglücklichen zu kümmern, die ohne Mittel sind“. Bis 1980 diente es als Entbindungs- und Säuglingsheim, seither beherbergt es das Seniorenwohnheim „Francesc Layret“. Das Gebäude steht als Kulturgut von lokalem Interesse unter Schutz. Als solches ist es auch im Inventari del Patrimoni Arquitectònic de Catalunya eingetragen.

## Geschichte
Die Pläne für die Casa de Lactància wurden 1907 von Pere Falqués i Urpí, der zu dieser Zeit der leitende städtische Architekt von Barcelona war, entworfen und zusammen mit Antoni de Falguera i Sivilla, der dann die Ausführung als Architekt überwachte, unterzeichnet und eingereicht. Die dekorative Ausgestaltung des Gebäudes oblag dem Bildhauer Eusebi Arnau i Mascort und dem Mosaizisten Lluís Brú i Salelles. Auftraggeber und Finanzier der Bauarbeiten, die zwischen 1908 und 1913 durchgeführt wurden, war die Stadtverwaltung von Barcelona, die hiermit das Ziel verfolgte, durch eine soziale Schirmherrschaft denjenigen Kindern Hilfestellung zu geben, die aus sozial benachteiligten Familien stammten. Im Jahr 1968 wurde das Gebäude in großem Stil renoviert, was Platz für den Bau eines von der Hauptfassade zurückgesetzten Obergeschosses bot und ebenso für ein komplett neues Verbindungssystem zwischen den einzelnen Stockwerken. Seit 1980 beherbergt das Gebäude eine Seniorenresidenz, die nach dem katalanischen Politiker Francesc Layret i Foix (* 10. Juli 1880; † 30. November 1920) benannt ist, und ein geriatrisches Zentrum des katalanischen Instituts für Assistenz und Soziale Dienstleistungen.

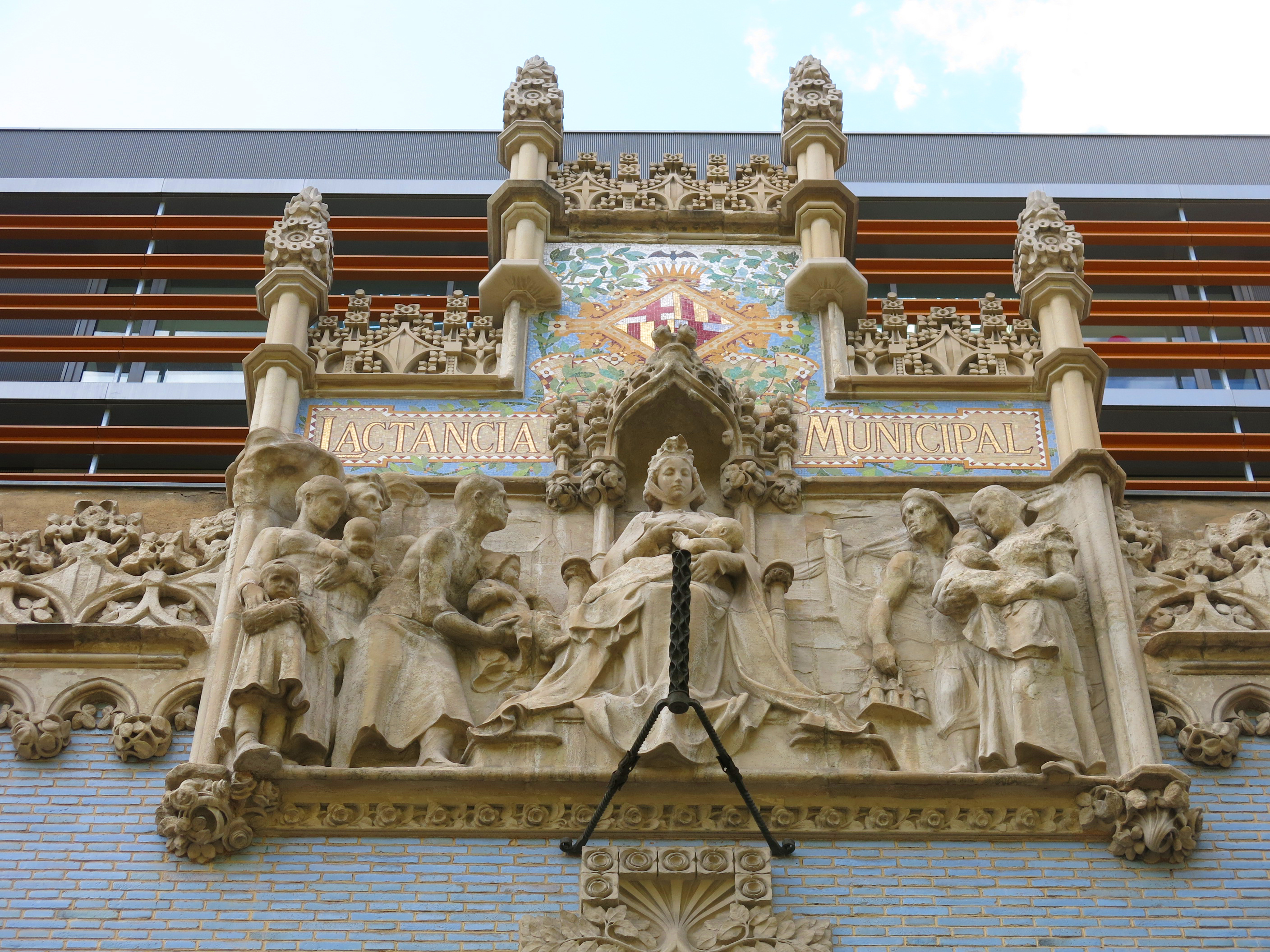
Giebelskulptur von Eusebi Arnau

## Beschreibung
Die Casa de la Lactància liegt im Stadtviertel Eixample in einem Quartier, das durch die Gran Via de les Corts Catalanes und die Carrers de Calàbria, de Diputació und de Viladomat begrenzt wird. In ihrer Mittellage zwischen anderen Gebäuden besitzt sie eine Fassade zur Gran Via hin, wo sich auch ihr Eingang befindet, und eine andere zum Innenhof des Wohnblocks.
Von rechteckigem Grundriss mit einem an der Rückseite angesetzten diagonalen Flügel umfasst die Gebäudestruktur ein Souterrain, Erdgeschoss, ein Obergeschoss, eine zurückgesetzte Attika und eine Dachterrasse. Die Gesimslinie nach oben durchbrechend krönt ein Treppengiebel den zentralen Baukörper, der die Fassade des Gebäudes gliedert. Der Haupteingang gewährt Zugang zu einem geräumigen Vestibül und zentralen Lichthof von zwei Stockwerken Höhe. Auf der Rückseite dieses Lichthofs, der von einem Oberlicht bedeckt ist, befinden sich das Treppenhaus und der Aufzug, Ergebnis der jüngsten Umbaumaßnahmen. Insgesamt ist das Gebäude stilistisch dem gotisierenden Modernisme zuzuordnen.

### Fassade und Giebel

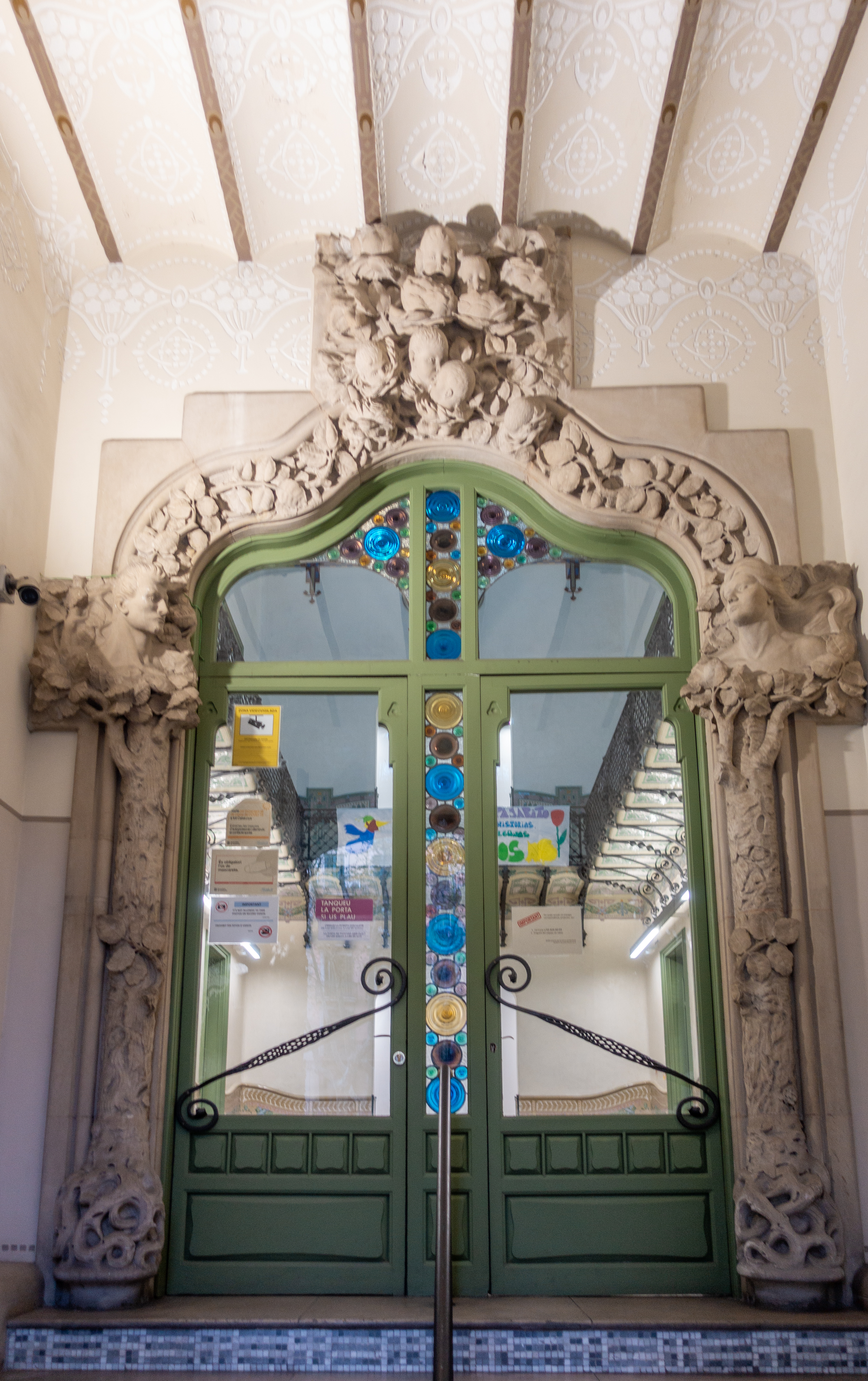
Innentüre des Vestibüls

An der Fassade des Gebäudes sind die Öffnungen in vertikalen und horizontalen Achsen in einem regelmäßigen Rhythmus angeordnet. Die vier rechteckigen Fensters des Souterrains durchbrechen die Sockelverkleidung des Gebäudes aus poliertem Stein, die von der 1901 am Plaça de Catalunya abgebrochenen Casa Estruch stammt. Genau in der Mitte der Fassade befindet sich die Zugangspforte zum Gebäude, die seine Symmetrieachse definiert und aus einem steinernen Kielbogen besteht, der auf Bündeln steinerner Säulchen ruht und von einem kunstvollen Regenschutz in Baldachinform gekrönt wird, der auf pflanzlichen Kehlungen basiert und auf skulptierten Konsolen ruht. Die Reliefs dieser Konsolsteine zeigen links ein Kleinkind mit einem Fläschchen und rechts ein Kleinkind mit einem Barett auf dem Kopf und einer Puppe in der einen Hand, während es am Daumen der anderen lutscht. Dem Widerlager des Bogens entspringt ein skulptierter Fries aus erhaben gearbeiteten Rosen, der den Unterteil der Fassade einrahmt, von regelmäßigen Steinquadern abgeschlossen wird und die Pfosten der Erdgeschossfenster verbindet. Jene Fenster sind ebenso wie diejenigen des Obergeschosses rechtwinklig und weisen Stürze und Rahmen in Staboptik auf. Sie werden von kleinen Regendächern beschirmt, die auf Konsolen mit Pflanzenmotiven ruhen. Das obere Drittel der Fassade ist durch eine Verkleidung gekennzeichnet, die auf himmelblau glasierten Keramikziegeln basiert. Über dem Hauptportal befindet sich ein Drillingsfenster mit Kleeblattbögen, getrennt durch Säulchen mit floralen Kapitellen und einer Bekrönung mit vier Medaillons in den Zwickeln, die Büsten junger Frauen darstellen. Über jenem Drillingsfenster erhebt sich ein großes Treppengiebelfeld, das ein Steinrelief von Eusebi Arnau zeigt, das eine allegorische Figur der Stadt Barcelona darstellt, die auf einem Thron ein Kind stillt und von Familien von Arbeitern und Fischern flankiert wird, die an ihre Wohltätigkeit appellieren und ihr ihre Kinder anbieten. Über dem mit skulptierten Rosen geschmückten Baldachin, der die Allegorie Barcelonas beschirmt, befindet sich ein von Lluís Bru i Salelles gestaltetes Mosaikpaneel mit dem bekrönten Stadtwappen Barcelonas. Auf der mittleren Spitze der Krone sitzt eine Fledermaus mit ausgebreiteten Flügeln, das Symbol Jakobs I. von Aragón, weiterhin wird das Wappen links von einem Ölbaum und rechts von einer Eiche flankiert, in deren Zweigen bunte Vögel sitzen. Beiderseits des Baldachins findet sich der Schriftzug „Lactancia Municipal“, ebenfalls in Mosaik. Das Gebäude wird von einem Gesims gekrönt, das auf blinden Spitzbögen ruht und in dessen Oberteil sich zwischen Blütenzweigen gekrönte Wappenschilde des hl. Georgs, des Stadtpatrons von Barcelona, und Kataloniens abwechseln.

### Innenräume
Das Vestibül und der zentrale Salon sind die beiden Räume, welche ihr originales Erscheinungsbild am besten bewahrt haben. Das Vestibül, ein kleiner rechteckiger Raum, in den das Hauptportal Zugang gewährt, enthält eine achtstufige Treppe, welche zum Erdgeschoss emporführt und deren Stufen aus lebhaften geometrischen Mosaiken auf grauem Marmorgrund bestehen. Die Wände des Raums sind mit beigem Mörtel verkleidet, der kurz unter der Decke in Sgraffiti auf der Basis von Blumensträußen übergeht. Am oberen Ende der Treppe erhebt sich ein Bogen in Wellenprofil, dessen Pfosten baumartig ausgeführt sind. Im Blätterwerk dieser Bäume erscheinen die Büsten eines Mannes und einer Frau, von denen Zweige mit Knospen ausgehen, in denen die Büsten von fünf Kleinkindern auftauchen.
Durch die mit teils farbigem Glas versehene Türe dieses Bogens betritt man den zentralen Salon, einen großen Lichthof, der sich über zwei Stockwerke erstreckt und von einer gewölbten Glaskuppel überdacht wird. Um diesen herum sind alle Räume des Hauses angeordnet und er glänzt mit den exzellenten Mosaiken von Lluís Bru, die mit ihren Pastelltönen den Fußboden, die Sockel der Wände und die Bodenplatten der umlaufenden Empore bedecken. Sie bilden dabei zum einen geometrische Muster und zum anderen Girlanden aus Lorbeer. Der erste Stock öffnet sich zu diesem zentralen Lichthof mittels sich einer um das ganze Gebäude herumziehenden Empore, die von einem Geländer aus Schmiedeeisen mit Handläufen aus Messing begrenzt wird. Auch die originalen Holzarbeiten sind erhalten, wozu die Einfassungen der Buntglasfenster und die ursprünglichen Wandleuchten gehören. Ein weiteres interessantes Element des Dekors ist die Glaskuppel, die von bearbeiteten Metallprofilen getragen wird und 1968 leider ihre modernistischen Fenster verloren hat. Dafür sind jedoch die Friese aus Buntglas, auf denen die Kuppel ruht, erhalten geblieben.

## Galerie

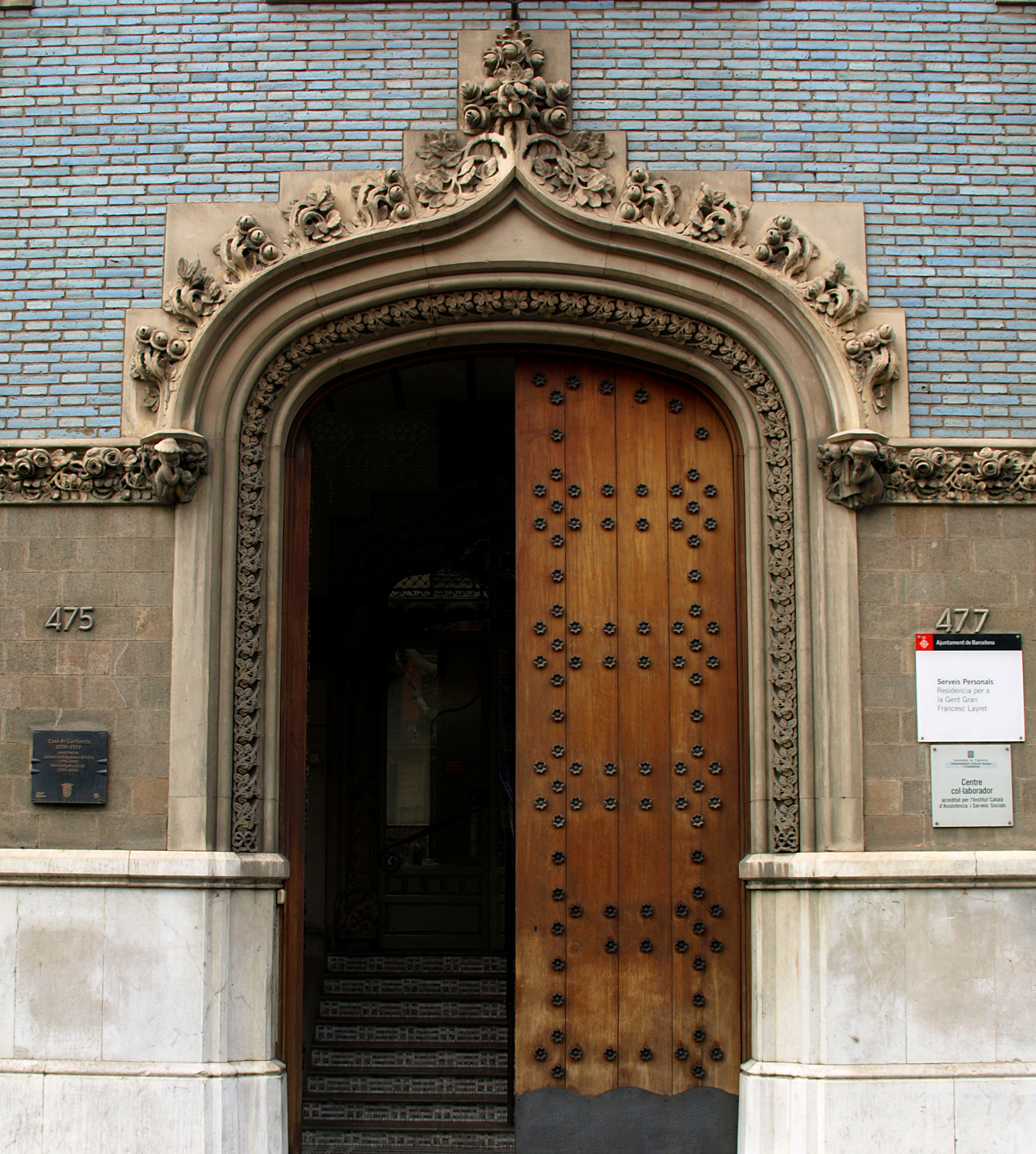
Zentrale Eingangspforte mit Baldachin und Konsolen
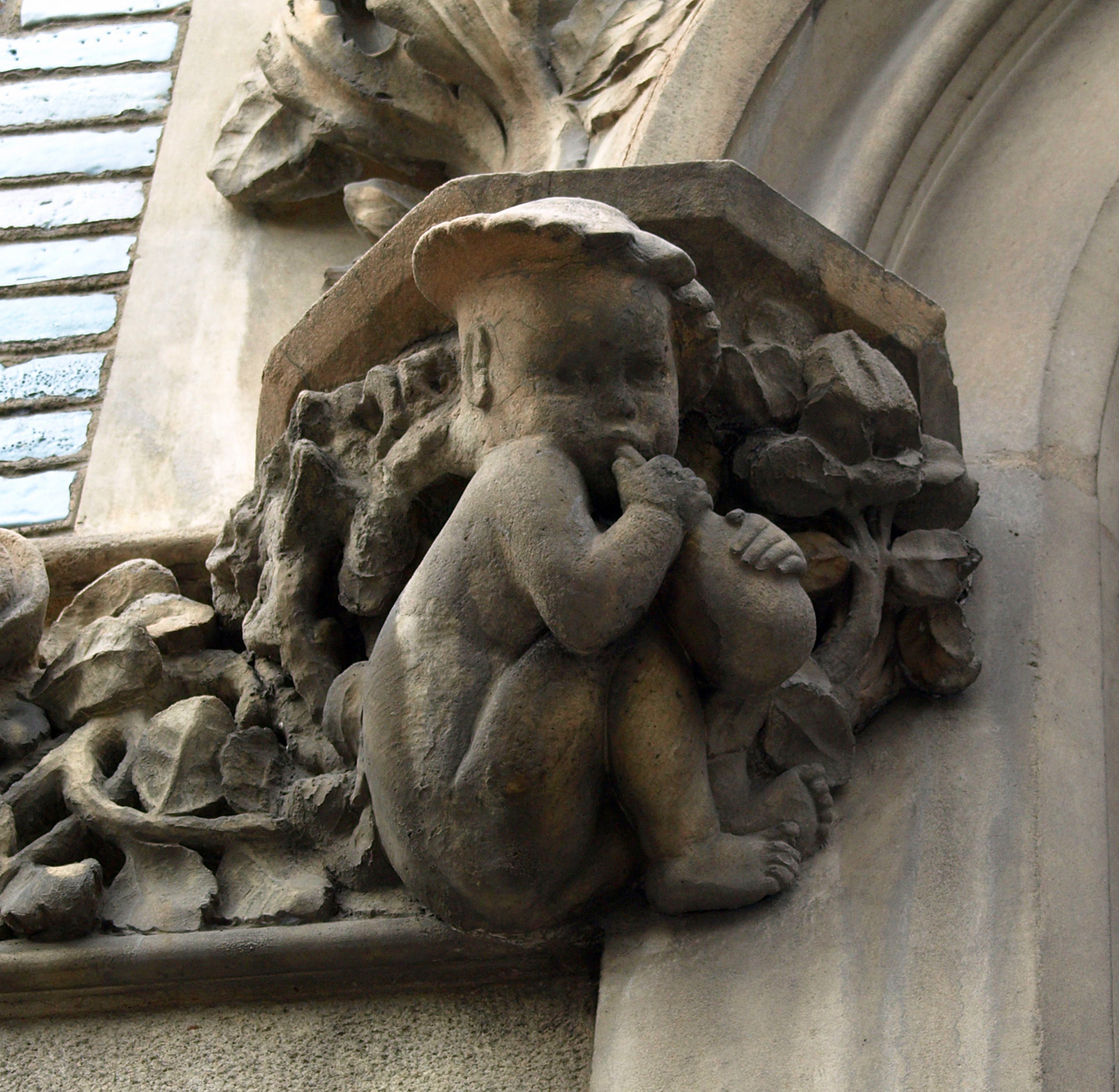
Linker Konsolstein: Klein-kind mit Fläschchen
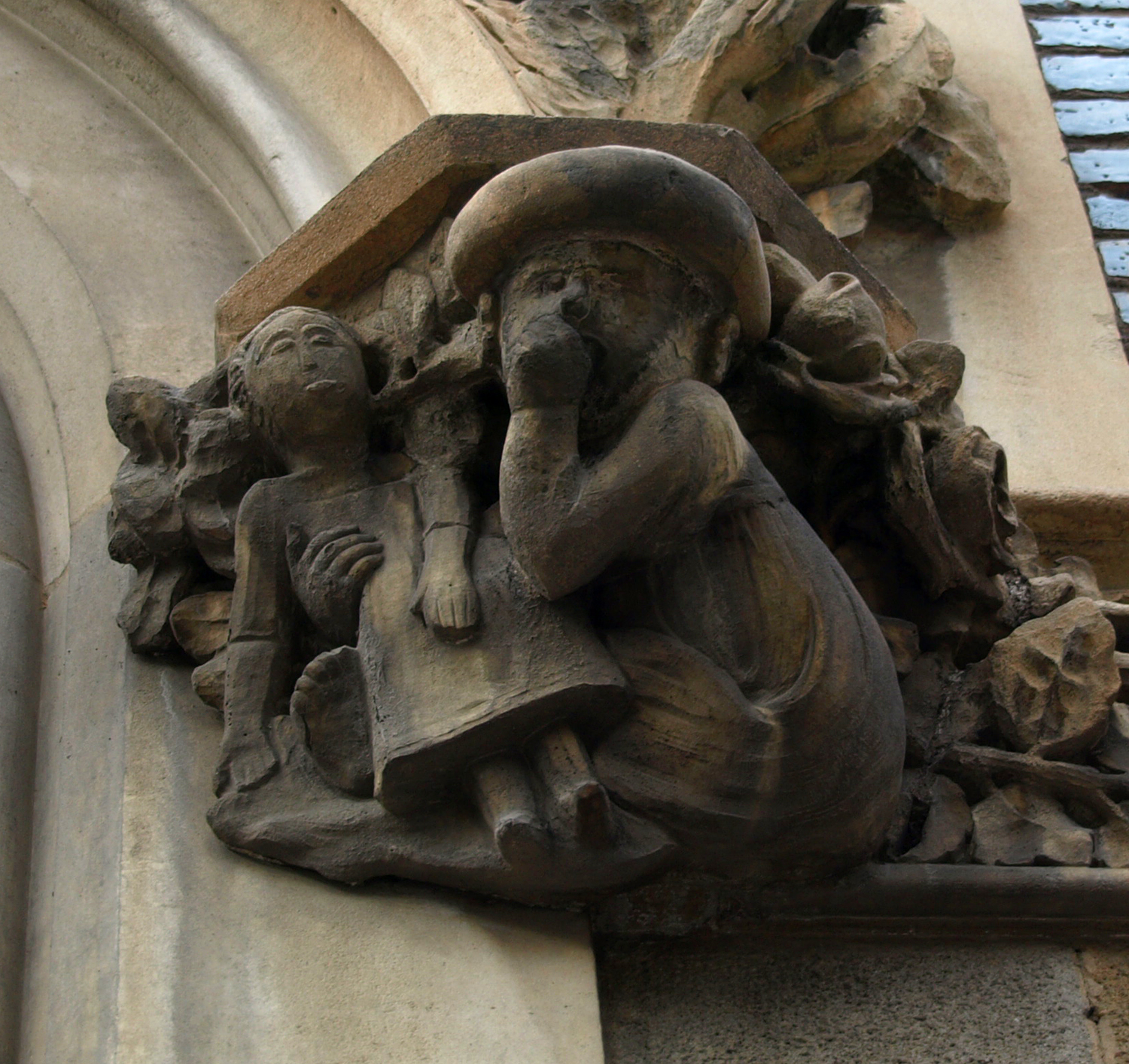
Rechte Konsole: daumen-lutschendes Kleinkind mit Puppe
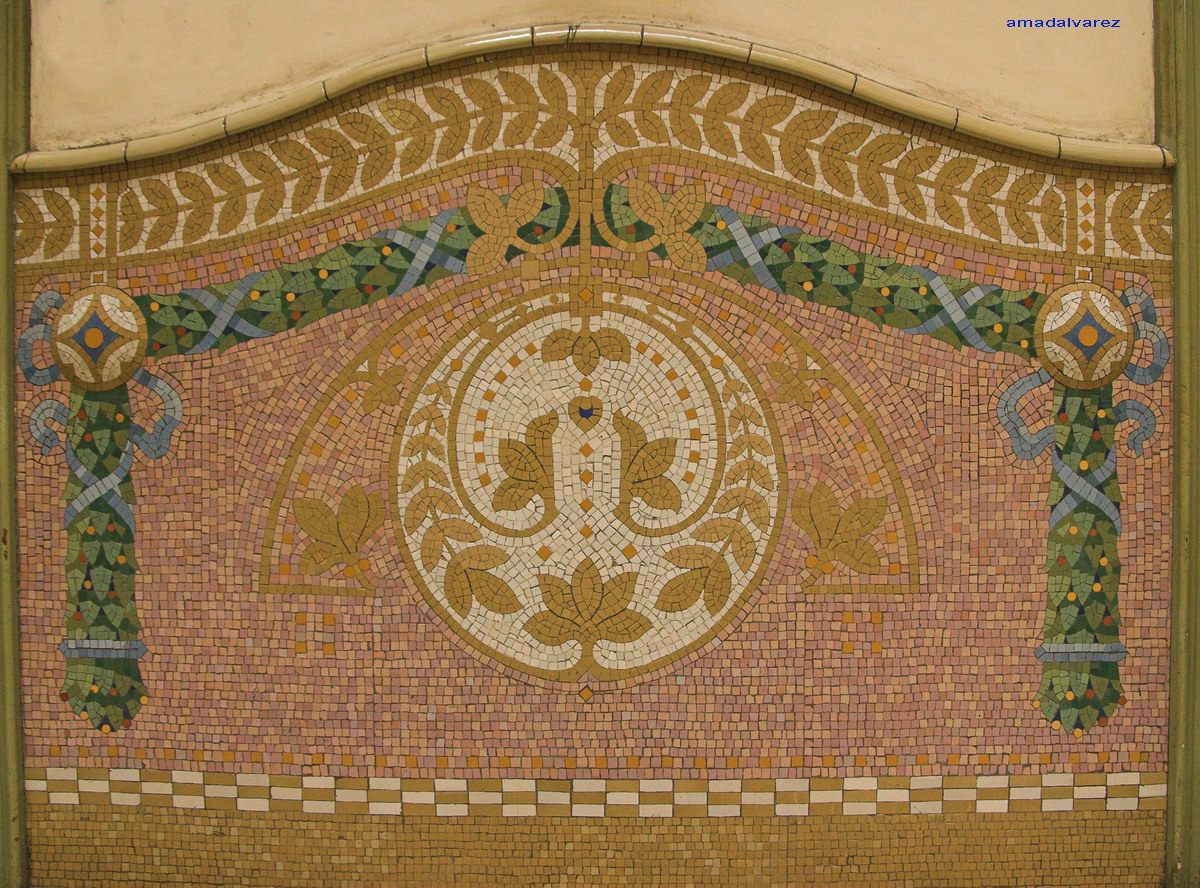
Sockelmosaik von Lluís Bru i Salelles
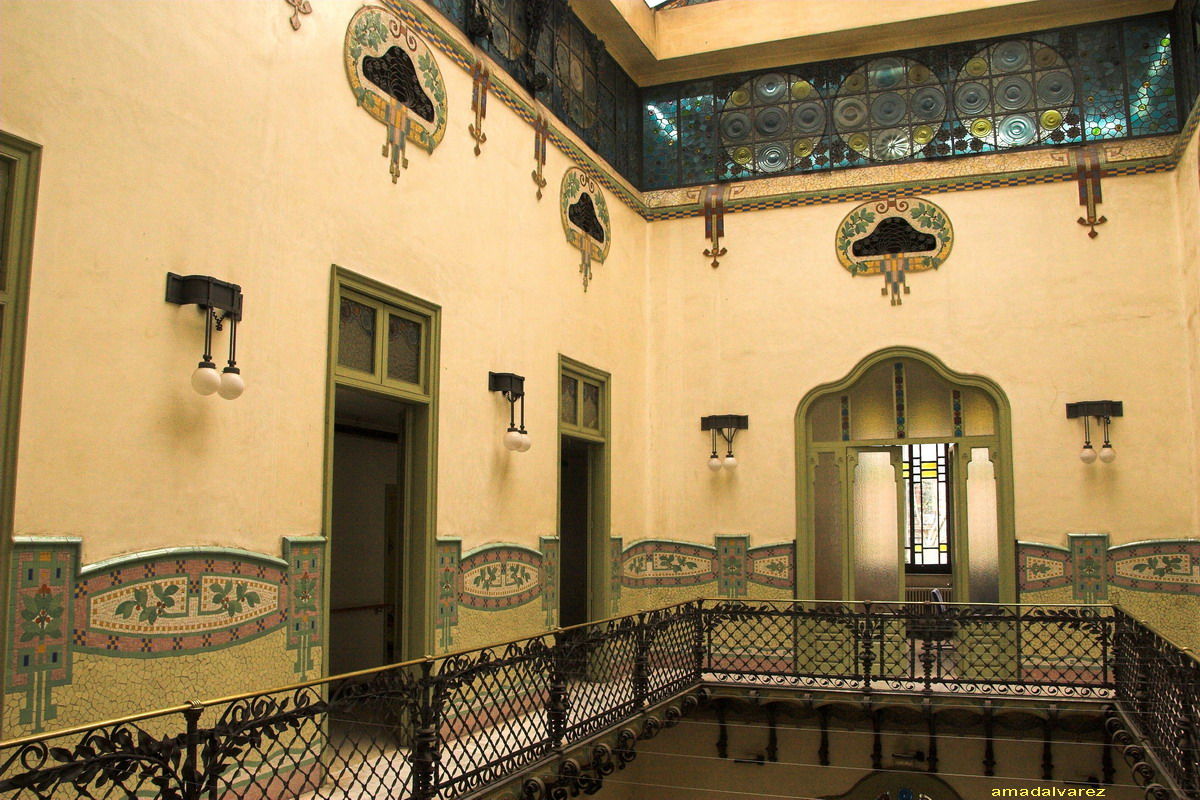
Ansicht des Dekors des ersten Obergeschosses des Lichthofs